# モーリス・ブランショ
モーリス・ブランショ（Maurice Blanchot、1907年9月22日 - 2003年2月20日）は、フランスの哲学者、作家、批評家。通称“顔の無い作家”。ストラスブール大学卒業。戦前のポール・ヴァレリーに比せられる戦後最大のフランスの文芸批評家であるという評価が定着している。

## 生涯
フランス・ソーヌ＝エ＝ロワール県のドゥヴルーズに生まれる。ストラスブール大学でドイツ語や哲学を学んだ。在学中、一つ歳上で、同じくストラスブール大学に在籍していた哲学者エマニュエル・レヴィナスと親交を結んでいる。また大学時代にはアクション・フランセーズなどの影響を強く受け、自らも右翼思想に接近。マルティン・ハイデッガーの『存在と時間』と出会ったのもこの頃であり、ハイデッガー哲学との対話・対決は、その後長らくブランショの課題の一つとなった。

### 極右のジャーナリスト
ブランショは、極右機関紙『コンバ(戦闘)』の右翼イデオローグとして文筆活動を開始し、ラディカルな極右の論陣を張る。ピエール・アンドリューのドリュ=ラ=ロシェル伝(Pierr Andreu/Frederic Grover:DRIEU LA ROCHELLE.1979)によれば、ブランショは、1930年代には、後に対独協力派のファシスト作家となるピエール・ドリュ＝ラ＝ロシェルの秘書をしていた。当時、ブランショは、ブルジョワ社会と議会制民主主義を拒絶し、マルクス主義の物質への偏向を批判し、犠牲を厭わぬ英雄的な行動によって現状を打倒し、フランスの精神的価値を高めようとの主張を繰り返していた。ただし、彼の思想は、現状に対する“拒否”の精神の重視と革命の意義の賞賛の二点で通例の右翼思想と異なっており、この点がのちにブランショを右翼的立場から転換させる大きな契機となったのではないかと西谷修は指摘している。なお、『謎の男トマ』をはじめとするブランショの初期の作品は、この頃に既に書き始められていた。

### 転向と第二次大戦
1930年代末頃、ブランショは、政治的な活動から身を引き、文学活動に沈潜するようになる。『謎の男トマ』初版を刊行した1941年には、ジョルジュ・バタイユと知り合い、彼をはじめとする非共産主義的な左翼の担い手たちとも交友するようになる。またユダヤ人のレヴィナスとは大学時代からの親交が続いていた。 第二次世界大戦中のブランショについては、親ドイツ的中立のヴィシー政権で職に就いていたとの報告がある一方で、二つの伝記的事実が公にされている。ユダヤ人哲学者レヴィナスの親族を第二次世界大戦中のユダヤ人狩りから匿ったことと、バタイユの主著『内的体験』の執筆過程に参与したことである(これはバタイユ自身の証言がある)。当時の状況でユダヤ人を匿ったこと、そして、バタイユが戦前からナチスのフリードリヒ・ニーチェ濫用を咎め精神分析理論を活用してその政治的な力学を批判的に分析していたことを考え合わせれば、戦中においてすでに彼の政治的姿勢は転向を経たものであったことがわかる。もっとも、それゆえに前記のピエール・アンドリューは、ブランショの転向について「もっとも信用のおけない人物」と酷評している。転向後のブランショの立場を要約して説明することは難しいが、大まかに捉えて右翼的立場から左翼的立場に転じたことは確かだと思われる。極右時代のブランショも含めた知識人たちの反ユダヤ主義を研究したジェフリー・メールマンの『巨匠たちの聖痕』があるにしても、彼の「転向」後の政治的態度は一貫しており、みずからの転向についての考えはその著作から窺い知ることはできないが、推測することは難しくない。
ナチズムの成立・侵略と第二次世界大戦の経験はブランショに大きな衝撃を与えた。とりわけホロコーストはブランショにとって決定的な出来事となり、彼はのちに繰り返しこの大虐殺について語ることになる。その彼の痛恨の思いは、例えば『問われる知識人』と題された一文の末尾の、ルネ・シャールの断章を引用しつつ語った部分に表れている。また戦争末期にドイツ軍（といってもドイツ人は指揮官だけで兵士はウラソフ軍出身のロシア人だったが）に銃殺されかかり助かった経験は、のちのブランショの人生と著作に大きな影響を及ぼした。フョードル・ドストエフスキーの処刑直前の恩赦の体験に比する人もあるこの体験は、例えば小説『白日の狂気』に反映されており、最後の小説となった『私の死の瞬間』ではこの体験がそのまま用いられている。

### 顔なき作家
戦後、ブランショは、執筆活動に専念し、創作と思索を深めていくことになる。1946年にバタイユが創刊した雑誌「クリティック」の編集に協力しながら、書くとはどういうことかについて考察し、ステファヌ・マラルメやフランツ・カフカのエクリチュールに見出した書き手の不在や死の経験を、また無為や忘却といった事柄を書くことそのものに結びつけていくことになる。戦後のブランショは顔写真一枚公開することなく、ただ書かれたテクストを書物として提示するのみとなるが、それは「書くとはどういうことか」について考えていく中で彼が辿りついた、「書くその場において、そして書かれたものにおいては書き手は不在となる」ということを自ら引き受けたことを示すものでもある。このことから、ブランショは、「顔なき作家」「不在の作家」と呼ばれるようになる。
小説と批評の両面において注目されるようになったブランショは、1955年に『文学空間』を発表した。さまざまな文学者や文学作品を論じながら、マルティン・ハイデッガーの存在論を批判的に応用し、書くことについて、エクリチュールについて、死について、「非人称の死」について、そして書くにあたって書き手が潜り彷徨う場としての「文学空間」について論じたこの本によって、ブランショは文学についての思想・思考に新たな一歩を記し、批評の新しい局面を開くとともに、現代思想の最前線に位置する思想家として知られるようになる。ブランショの影響はロラン・バルトをはじめ多くの批評家・思想家に見られ、その反響は特にポスト構造主義の哲学者たちに見出せる。また彼は同年にアラン・ロブ＝グリエの小説『覗くひと』の評価をめぐって起きた「ヌーヴォー・ロマン論争」においてはロラン・バルトらとともにロブ＝グリエ擁護の論陣を張るなど、20世紀後半の文学の新しい展開とその評価の確立にあたっても大きな役割を果たした。その後は小説と批評とが接近する様相を見せはじめ、1962年、小説『期待 忘却』や1973年、評論『彼方への一歩』ではどちらも断章が連ねられた形式がとられている。
政治的には、エミール・ゾラやジャン＝ポール・サルトルのような、知識人として公衆の面前に姿を現して意見や主張を述べ自らの影響力の大きさを利用して社会を動かそうとする政治参加の手法に批判的立場をとりつつ、自らの政治的活動を模索することになる。アルジェリア戦争の際には、アルジェリアの独立を阻止しようとするフランス政府を批判し、マルグリット・デュラスやディオニス・マスコロらとともに命令に対するフランス軍兵士の不服従を擁護する「121人宣言」に署名したりした。デュラスらとは、1968年の五月革命でも共に「作家学生行動委員会」を組織し、街頭行動にも参加して、無署名文書を執筆したことでも知られる（ブランショはデュラスに対して作家としても高い評価を与え、「彼女の書いたいくつかの本をもはやそれ以上に先はないほど完璧に」愛したことがあると語っており、デュラスも小説『ユダヤ人の家』をブランショに捧げている）。五月革命はブランショにとって重要な意味を持った事件のひとつであり、ジャン＝リュック・ナンシーの『無為の共同体』に触発されて書かれた論考『明かしえぬ共同体』では彼自身の共同体についての思想やレヴィナスの他者論などが織り交ぜられながら“68年5月”が振り返られている。
晩年になるにつれ次第に著作の発表が間遠になったが、それでも執筆は続けられた。1994年には、自らが銃殺されかかった体験を簡潔かつ慎重な文体によって記した小説『私の死の瞬間』を発表して反響を呼ぶ（ジャック・デリダの『滞留』は、この小説に触発されたデリダ自身の講演をもとにしている）。これ以降のブランショの著作はどれも評論、論考であった。2003年、95歳で死去。フランスでは新聞各紙が大きく取り上げ、デリダは墓地でのブランショの葬儀に際して参列者を前に弔辞を読んでいる。死去発表の4日後に「ル・モンド」紙に掲載された、アメリカの対イラク戦争に反対する市民活動「Not in our name（我々の名において為すな）」のアピールにはブランショの署名も記されていた。

## 作風と思想
ブランショは、その文学的営為の根本において、マラルメとフランツ・カフカから多大な影響を受けた。日常的な言葉（物事や情報を道具的に交換するための言葉）ではない本質的な言葉として文学的言語を考えたマラルメの視点、また本質的な言葉によって創られた純粋な作品においては語り手・書き手は消滅して「語に主導権を譲る」というマラルメの考えは、ブランショの創作においても文学思想においても決定的な重要性を持っている。同様に、カフカが日記やノートに書き記した様々な記述、例えば死や非人称的なものと書くこととの密接な関わりを記した箇所や、「私」から「彼」への移行によって文学の豊かさを経験したと記した箇所などからも、ブランショは絶大なインパクトを受けている。この二人からの影響を継承し、また友人たちや他の文学者・思想家たちと交流し感応しながら、ブランショは小説においても批評においても独自の地歩を達成していった。
小説について、『謎の男トマ』や『アミナダブ』、『至高者』などの初期の作品では、ジャン・ジロドゥーやカフカの影響が見られ、一応は小説的でありつつも既に従来のリアリズムからの逸脱・転倒が起きている。また、これらの作品での主人公の体験する彷徨や紆余曲折が、ブランショの文学批評における「書き手の彷徨」や「死を潜ること」と対応していると見る評者もいる。『死の宣告』以降はさらに伝統的リアリズムからの離脱が進み、作品の簡約化・簡潔化が進むと共に、次第に登場人物の固有名が明かされない傾向が強くなっていく（1950年に刊行された『謎の男トマ』改訂版で大幅な削除・短縮が行われたことに、このような作風の変遷が典型的に表れているとされる）。名前のわからない1人称の語り手による回想という形式の作品がいくつか続くなかで、作品の突き詰めはいっそう進み、『期待 忘却』では物語そのものが断片化・断章化され、そのなかでの名前の無い男女の対話がおこなわれるという形をとる。晩年の最後の作『私の死の瞬間』では語り手自身の問いかけを孕んだ簡潔な筆致によって一人の男の銃殺されかかる体験（ブランショ自身の実体験である）が記された。
文学思想においては、前述のマラルメやカフカをはじめ、ライナー・マリア・リルケ、フリードリヒ・ヘルダーリン、アルベール・カミュ、ハーマン・メルヴィルなどさまざまな作家・詩人の批評を通して、自らの思想を提示した。日常の活動的な「営み」から逸脱した「無為」として文学活動を捉え、その無為のさなかで作家は自らの死に臨み、死を前にして自らを支配し続け、顕現する非人称的なもののさなかを潜り、まさに「文学空間」を彷徨うのだ、それが書くということなのだと語るブランショは、その行為をオルペウスの冥界下りになぞらえている（このオルペウスというモチーフもマラルメを経由している）。神秘神学やユダヤ思想とも共鳴しながら提示されたブランショの文学思想は、それまでの「創作とは何か」ということについての考えに大きな変化をもたらすとともに、ロラン・バルトの『エクリチュールの零度』と並んで、現代思想におけるエクリチュールの問題の前景化に多大な役割を果たした。
また、ブランショは、文学理論家とだけ見られることも多いが、その思想の射程はずっと広範囲にわたっている。たとえば、ブランショは、死について「死においては、〈私〉が死ぬのではなく、〈私〉は死ぬ能力を失っている」と考え、バタイユらとともに死を「経験できないものの経験」「不可能な経験」として論じた最初の世代である。また『文学空間』以降、ナチスに加担したハイデッガーの哲学への内在的批判を継続的に続けた。『友愛』などでの友愛についての論考、『明かしえぬ共同体』での共同体及び共同性についての思索も重要であるほか、現代思想における主体批判とそれ以降の思想の向かう先をそれぞれの思想家が論じた評論集『主体の後に誰が来るのか?』にも参加している。マルクス主義・共産主義に対する論考でも重要な論点を示しており（ブランショは共産主義に対し、批判しつつも避けがたい重要な課題だと考える両義的な態度をとっていた）。ダニエル・ベンサイードは、『友愛』のなかでブランショがカール・マルクスについて述べた箇所を「過去の多くの注釈やテーゼよりも、はるかに多くを語っている」と讃えた。また、デリダは、『マルクスの亡霊たち』の中で、ブランショが提起した問題を論じている。晩年には、エマニュエル・レヴィナスの哲学やユダヤ思想への傾倒を強め、ミシェル・フーコーが『自己への配慮』などの著作や講義などで古代ギリシャを取り上げたことに対して、それはヘブライでもよかったのではないかと書き記した。
フーコーが青春時代を回顧して「僕はブランショになろうと熱望していた」と述懐し、また『外の思考』などの著作においてブランショに言及していることや、ジル・ドゥルーズが「ブランショこそが死の新しい概念を作り上げた」と称賛していることは注目すべきである。ジャック・デリダも、その文体からしてブランショの圧倒的影響下にあり、『滞留』や『境域』などの著作で、ブランショに言及している。また、日本の哲学者田邊元も、晩年に「マラルメ論」を執筆する際、前年に出版されていたブランショの『文学空間』を取り寄せ精読していた。また、ブランショの友人であったエマニュエル・レヴィナスは、ブランショに関する論考（『モーリス・ブランショ』として出版）を発表している。

## 著作

### 小説
- Thomas l'obscur (1941年)　※初版『謎のトマ』
- Aminadab (1942年)　
  - 『アミナダブ』清水徹訳、集英社、1967年、新版1978年 - 各「世界文学全集」
    - 新版『アミナダブ』書肆心水、2008年
- Le Très-Haut (1948年)　
  - 『至高者』天沢退二郎訳、筑摩書房、1970年
  - 『至高者』篠沢秀夫訳、現代思潮社、1973年
- L'Arrêt de mort (1948年)　
  - 『死の宣告』三輪秀彦訳、河出書房新社、1971年、新版1981年ほか
- Thomas l'obscur (1950年)　※新版で大幅に改訂
  - 『謎の男トマ』菅野昭正訳、新潮社「現代フランス文学13人集 第4巻」、1966年
  - 『謎のトマ』篠沢秀夫訳、中央公論新社、2013年
  - 『謎の男トマ』門間広明訳、月曜社、2014年
- Au moment voulu (1951年)　
  - 『望みのときに』谷口博史訳、未來社、1998年
- Le ressassement éternel (1951年)
  - 『永遠の繰言』（牧歌／窮境の言葉）- 『ブランショ小説選』書肆心水、2005年
    - 中・短篇小説選で、他に『謎の男トマ』菅野昭正訳、『死の宣告』各・三輪秀彦訳
- Celui qui ne m'accompagnait pas (1953年)　
  - 『私についてこなかった男』谷口博史訳・解説、書肆心水、2005年
- Le Dernier Homme (1957年)　
  - 『最後の人』-「最後の人／期待 忘却」豊崎光一訳、白水社、1971年、新版2004年ほか
- L'Attente, l'oubli (1962年)　
  - 『待つこと 忘れること』平井照敏訳、思潮社、1966年
  - 『期待 忘却』- 同上
- La folie du jour (1973年)　
  - 『白日の狂気』田中淳一・若森栄樹訳、朝日出版社、1985年
- Après Coup, précédé par Le ressassement éternel (1983年)　（『事後的に　永遠の繰り言』）
- L’instant de ma mort(1994年)、短篇　
  - 『私の死の瞬間』郷原佳以訳 - ジャック・デリダ「滞留　ポイエーシス叢書」未來社、2000年 収録

### 批評、論考
- Comment la littérature est-elle possible ? (1942年)（『文学はいかにして可能か』）
- Faux pas (1943年)　
  - 『踏みはずし』神戸仁彦訳、村松書館、1978年
  - 『踏みはずし』粟津則雄訳、筑摩書房、1987年
- La part du feu (1949年)　（『火の部分』）
  - 『焔の文学』 重信常喜訳、紀伊国屋書店、1964年
  - 『虚構の言語 焔の文学Ⅱ』 重信常喜・橋口守人訳、紀伊国屋書店、1969年 
    - 『完本 焔の文学』重信常喜・橋口守人訳、紀伊国屋書店、1997年
- Lautréamont et Sade (1949年)　
  - 『ロートレアモンとサド』小浜俊郎訳、国文社、1970年
  - 『ロートレアモンとサド』石井洋二郎訳、水声社、2023年
- L'espace littéraire (1955年)　
  - 『文学空間』粟津則雄・出口裕弘訳、現代思潮社、1962年、新版1977年、現代思潮新社、2020年
- La Bête de Lascaux (1958年)　（『ラスコーの野獣』）　
  - 『他処からやって来た声』守中高明訳、以文社、2013年。ルネ・シャール論
- Le livre à venir (1959年)　
  - 『来るべき書物』粟津則雄訳、現代思潮社、1968年、筑摩書房、1989年、ちくま学芸文庫、2013年
- L'entretien infini (1969年)　
  - 『終わりなき対話 Ⅰ・Ⅱ・Ⅲ』、湯浅博雄ほか全8名訳、筑摩書房、2017-18年
- L'amitié (1971年)　（『友愛』）
- Le pas au-delà (1973年)　（『彼方への一歩』）
- 『マラルメ論』粟津則雄・清水徹訳、筑摩叢書、1977年
- 『カミュ論』粟津則雄・清水徹訳、筑摩叢書、1978年
- L'écriture du désastre (1980年)　（『災厄のエクリチュール』）
- De Kafka à Kafka (1981年)　
  - 『カフカ論』粟津則雄訳、筑摩叢書、1968年、増補版1977年
  - 増補版『カフカからカフカへ』山邑久仁子訳、書肆心水、2013年
- La communauté inavouable (1983年)　
  - 『明かしえぬ共同体』西谷修訳、朝日出版社、1984年、ちくま学芸文庫、1997年
- Le dernier à parler (1984年)　（『最後に語る人』）『他処からやって来た声』守中高明訳、以文社、2013年。パウル・ツェラン論
- Michel Foucault tel que je l'imagine (1986年)
  - 『ミシェル・フーコー　想いに映るまま』田中淳一・若森栄樹訳、朝日出版社、1985年。
  - 『他処からやって来た声』守中高明訳、以文社、2013年
- Joë Bousquet (1987年)
- Une voix venue d'ailleurs - Sur les poèmes de LR des Forêts (1992年)　（『他処から来た声――ルイ＝ルネ・デ・フォレの詩について』）
  - Une voix venue d’ailleurs (2002年)　（『他処から来た声』）新版
    - 『他処からやって来た声　デ・フォレ、シャール、ツェラン、フーコー』守中高明訳、以文社、2013年
- Pour l'amitié (1996年)　
  - 『友愛のために』清水徹訳、〈リキエスタ〉の会、2001年。小冊子
- Les intellectuels en question (1996年)
  - 『問われる知識人―ある省察の覚書』安原伸一朗訳、月曜社、2002年
- Henri Michaux ou le refus de l'enfermement (1999年)　（『アンリ･ミショー　あるいは閉塞の拒否』）
- Ecrits politiques (1958-1993) (2003年)　
  - 『政治論集 1958～1993』安原伸一朗・西山雄二・郷原佳以訳、月曜社、2005年
- Chroniques littéraires du "Journal des Débats" (2007年)
- Lettres à Vadim Kozovoï (1976-1998)" (2009年)
- La Condition critique. Articles, 1945-1998" (2010年)
- 『書物の不在』L'absence de livre、中山元訳、月曜社、2007年、第2版2009年。小冊子、『終わりなき対話』部分訳
- 『文学時評　1941～1944』水声社、2021年、郷原佳以・門間広明・石川学・伊藤亮太・高山花子訳

### 共著
- ジャン・ポーランと『言語と文学』
内田樹・山邑久仁子解説、野村英夫・山邑久仁子訳、書肆心水、2004年

## 作家論
- エマニュエル・レヴィナス『モーリス・ブランショ』内田樹訳、国文社、1992年、新装版2015年
- クリストフ・ビダン『モーリス・ブランショ　不可視のパートナー』上田和彦ほか訳、水声社、2014年
- ジャン＝リュック・ナンシー『モーリス・ブランショ　政治的パッション』安原伸一朗訳、水声社、2020年

## 外文文献
- Michael Holland (ed.), The Blanchot Reader (Blackwell, 1995)
- George Quasha (ed.), The Station Hill Blanchot Reader (Station Hill, 1998)
- Michel Foucault, Maurice Blanchot: The Thought from Outside (Zone, 1989)
- Jacques Derrida, Demeure: Fiction and Testimony (Stanford, 2000)
- Emmanuel Levinas, On Maurice Blanchot in Proper Names (Stanford, 1996)
- Leslie Hill, Blanchot: Extreme Contemporary (Routledge, 1997)
- Gerald Bruns, Maurice Blanchot: The Refusal of Philosophy (Johns Hopkins Press, 1997)
- Christophe Bident, Maurice Blanchot, partenaire invisible (Paris: Champ Vallon, 1998) ISBN 978-2-87673-253-7
- Hadrien Buclin, Maurice Blanchot ou l'autonomie littéraire (Lausanne: Antipodes, 2011)
- Manola Antonioli, Maurice Blanchot Fiction et théorie, Paris, Kimé, 1999.
- Élie Ayache, L'écriture Postérieure, Paris, Complicités, 2006.
- Éditions Complicités: "Maurice Blanchot de proche en proche", collection Compagnie de Maurice Blanchot, 2007
- Éditions Complicités: "L'épreuve du temps chez Maurice Blanchot", collection Compagnie de Maurice Blanchot, 2005
- Éditions Complicites: "L'Oeuvre du Féminin dans l'écriture de Maurice Blanchot", collection Compagnie de Maurice Blanchot, 2004
- Françoise Collin, Maurice Blanchot et la question de l'écriture, Paris, Gallimard, 1971.
- Arthur Cools, Langage et Subjectivité vers une approche du différend entre Maurice Blanchot et Emmanuel Levinas, Louvain, Peeters, 2007.
- Critique n°229, 1966 (numéro spécial, textes de Jean Starobinsky, Georges Poulet, Levinas, Paul de Man, Michel Foucault, René Char...).
- Jacques Derrida, Parages, Paris, Galilée, 1986.
- Jacques Derrida, Demeure. Maurice Blanchot, Paris, Galilée, 1994.
- Mark Hewson, Blanchot and Literary Criticism, NY, Continuum, 2011
- Eric Hoppenot, ed., L'Œuvre du féminin dans l'écriture de Maurice Blanchot, Paris, Complicités, 2004.
- Eric Hoppenot, ed.,coordonné par Arthur COOLS, L'épreuve du temps chez Maurice Blanchot, Paris, Complicités, 2006.
- Eric Hoppenot & Alain Milon, ed., Levinas Blanchot penser la différence, Paris, Presses Universitaires de Paris X, 2008.
- Mario Kopić, Enigma Blanchot (Pescanik, 2013)
- Jean-Luc Lannoy, Langage, perception, mouvement. Blanchot et Merleau-Ponty, Grenoble, Jérôme Millon, 2008.
- Roger Laporte, l'Ancien, l'effroyablement Ancien in Études, Paris, P.O.L, 1990.
- Lignes n°11, 1990 (numéro spécial contenant tout le dossier de La revue internationale).
- Pierre Madaule, Une tâche sérieuse ?, Paris, Gallimard, 1973, pp. 74–75
- Meschonnic, Henri, Maurice Blanchot ou l'écriture hors langage in Poésie sans réponse (Pour la poétique V), Paris, Gallimard, 1978, pp. 78–134.
- Ginette Michaud, Tenir au secret (Derrida, Blanchot), Paris, Galilée, 2006
- Anne-Lise Schulte-Nordholt, Maurice Blanchot, l'écriture comme expérience du dehors, Genève, Droz, 1995.
- Jadranka Skorin-Kapov, The Aesthetics of Desire and Surprise: Phenomenology and Speculation (Lexington Books, 2015).
- Jadranka Skorin-Kapov, The Intertwining of Aesthetics and Ethics: Exceeding of Expectations, Ecstasy, Sublimity (Lexington Books, 2016)
- Daniel Wilhelm, Intrigues littéraires, Paris, Lignes/Manifeste, 2005.
- Zarader, Marlène, L'être et le neutre, à partir de Maurice Blanchot, Paris, Verdier, 2000.
- Fitzgerald, Kevin, "The Negative Eschatology of Maurice Blanchot" (master's thesis, New College of California, 1999) http://www.studiocleo.com/librarie/blanchot/kf/tocmn.html
- Philippe Lacoue-Labarthe, Ending and Unending Agony: On Maurice Blanchot. New York: Fordham University Press, 2015.